# Илань (Тайвань)
Илань (кит. трад. 宜蘭, пиньинь Yílán, хокло Gî-lân) — один из уездов провинции Тайвань Китайской Республики.

## География
Расположен в северо-восточной части острова. Граничит с городами Синьбэй (на севере) и Тайчжун (на юго-западе), а также с городом Таоюань и уездом Синьчжу (на западе), уездом Хуалянь (на юге). Включает в свой состав остров Гуйшань (Черепаший остров)

## История
Долгое время это были земли, населённые народностью кавалан. В начале XVII века во время испанской попытки колонизации Тайваня здесь побывали испанские корабли. Когда в конце XVII века Тайвань вошёл в состав Цинской империи, то эти земли формально стали частью уезда Чжуло (诸罗县). В 1731 году из уезда Чжуло был выделен Даньшуйский комиссариат (淡水廳), и эти земли перешли в его подчинение. Во второй половине XVIII века У Ша сумел основать здесь поселения и начать китайскую колонизацию этих мест. В 1812 году из Даньшуйского комиссариата был выделен Каваланский комиссариат (噶玛兰厅), подчинённый Тайваньской управе.
В связи с ростом численности китайского населения Тайваня в 1876 году в северной части острова была образована новая Тайбэйская управа (臺北府), а Каваланский комиссариат был преобразован в уезд Илань Тайбэйской управы.
В 1895 году Тайвань был передан Японии, и японцы установили свою систему административно-территориального деления. Уезд Илань был поначалу ликвидирован, а его земли были включены в состав уезда Тайхоку (臺北縣). В 1897 году здесь был вновь образован отдельный уезд Гиран (宜蘭廳).
В 1920 году на Тайвань была распространена структура административного деления собственно японских островов, и были введены префектуры-сю (州) и уезды-гун (郡); эти земли стали уездом Гиран (宜蘭郡) префектуры Тайхоку (臺北州). В 1940 году посёлок Гиран (宜蘭街) был выведен из состава уезда и стал городом Гиран (宜蘭市), подчинённым напрямую властям префектуры Тайхоку. В годы Второй мировой войны Гиран был базой «камикадзе».
После капитуляции Японии в 1945 году Тайвань был возвращён под юрисдикцию Китая; префектура Тайхоку стала уездом Тайбэй (臺北縣).
В результате реформы административно-территориального деления 10 октября 1950 года из уезда Тайбэй был вновь выделен уезд Илань.

## Административное деление
В состав уезда Илань входят один город уездного подчинения, 3 городских волости и 8 сельских волостей.
- Города уездного подчинения
  - Илань
- Городские волости
  - Лодун (羅東鎮)
  - Суао (蘇澳鎮)
  - Тоучэн (頭城鎮)
- Сельские волости
  - Датун (大同鄉)
  - Дуншань (冬山鄉)
  - Цзяоси (礁溪鄉)
  - Наньао (南澳鄉)
  - Саньсин (三星鄉)
  - Уцзе (五結鄉)
  - Юаньшань (員山鄉)
  - Чжуанвэй (壯圍鄉)